# 說服性定義
说服性定义是規定性定義的一种形式，旨在描述术语的真实或普遍接受的含义，而实際上卻隱含了情感上的用法，通常是为了支持某种观点的论点和說服別人。
這類定义的术语通常会涉及情感但毫不精确的概念，例如“自由”、“恐怖主义”、“民主”等。在论证中，說服性定義有时被称为权威性谬误。
說服性定義（定义谬误）的示例包括： 
- 民主党：“一个左派人士，希望对公司加重税金，并取消经济领域的自由”。
- 无神论者是尚未意识到上帝存在的人。

說服性定义通常出现在政治、宗教等有争议的话题中。由於受到情感的影響，定義者會隱晦表達自己的立場而不是表达公正的事实。說服性定义通常有利于一个论点，或不利于另一个论点，但這定義呈现时容易讓人感覺中立且被人们接受的，因此聆听者可以毫无疑问地接受这样的定义。
哲学家查尔斯·史蒂文森引入了“说服性定义”一词，作为他的情感意义理论的一部分。 

## 总览
語言可以同時轉達信息和感覺。說服性定義與其他常見的邏輯定義類型不同，它着重於語言表達性，並以影響讀者和聽眾的感受，從而改變其行為為目的。因此說服性定義不是考慮真實性和虚假性，而是思考其說服性手段是否有效。史蒂文森在研究“道德”和情感這些術语時，運用了這兩方面的結合。他指出，和平與戰爭這類型的詞語不僅能描述事实，他们还具有改變對方的態度并引導采取行动的能力。結果，受試者引起了情緒反應。正如史蒂文森所说的：“他们不僅在描述人們的狀況，還改變和增强了他们的利益。然而，他們是稱對該事物有兴趣，而不是说有利益。”这代表說服性定義鼓勵了他們将来的行动，並影響了听众的兴趣來引导听众做出决定。史蒂文森通过這種词語的使用對聽眾心理影響進行區分，並将它们标记为“描述性意思”和“情感意思”。 這種區别揭示了人們使用道德詞語作為說服工具，這是一種偏好情感的工具： 
道德定义涉及描述和情感的结合，因此经常用于引導和强化态度。 只要定义的词具有强烈的情感色彩，便能用其來辩解。
在说服力定义中，监禁可以成为“真正的自由” 而屠杀则可以成为“和平”。 故此，说服力定义可以改变或扭曲含义，同时又保持了單詞的原意。這包括在不改变描述性单词的情况下修改了单词的情感含义。例如，我们可以考虑以下取自Casanova的Fuga dai Piombi的定义。在此示例中，Soradaci先生试图说服Casanova“偷偷摸摸”是一种光荣的行为： 
我一直鄙视“间谍”这个名字所具有的可恶的偏见：这个名字听起来只对讨厌政府的人有害。 偷偷摸摸是為国家利益，對骗子的祸害，亦為王子的忠实仆人。
在示例中，采用强调“情感”的方式，把「間諜」一詞与共享价值的聯系上來，從此形成“偏见”。而「间谍」一詞的说明賦予了不同的價值层次结构，从而可以了改变情感含义。然而，信任這含義并没有被銷除，而是被赋予成国家最高价值。
史蒂文森为我们提供了“文化”一词的两个定义，以说明一个说服力定义可以完成的工作： 
- 最初的定义：“广泛阅读和熟悉艺术”
- 有说服力的定义：“想象力和感性”

這两者都带有文化上积极情感意义。无论使用哪种定义，都值得支持。他们改变的就是“文化”的含義。 因为文化是一种积极的特质，所以社会将阅读和艺术都视为具有积极的特质。 然而只要把“想象力和敏感性”和「文化」聯結起來，社会便开始积极地看待這些特质，因为它们与具有积极情感意义的词語联系起來。 
然而，人們经常使用不清楚的、比喻性的语言來形成說服力定義。可以使用几种技术来形成这样的定义，其中就有從屬差異定義。 上面税收示例中的两个定义都同意属是与治理有关的程序，但在区别上意见不一致。有说服力的定义结合了规定性定义、词汇定义以及理论定义的要素。
具有说服力定义通常出现在政治演讲、社论和其他需要影响力的情况。但是一般通常被驳回，因為混淆读者和听众且没有合法目的。  為了确保论点中的中立性，通常必须进行严格的审查。

## 參看
- 定義
- 規定性定義
- 詞法定義
- 理論性定義

## 資料來源
- Casanova, G. . Milano: Alfieri e Lacroix. 1911.
- Copi, Irving M.; Cohen, Carl.  8th. New York: Macmillan. 1990. ISBN 0-02-946192-8.
- Hurley, Patrick J.  10th. Belmont, California: Thomson. 2008. ISBN 978-0-495-50383-5.
- Huxley, A. . London: Chatto & Windus. 1955 [First published 1936].
- Macagno, Fabrizio; Walton, Douglas. . New York: Cambridge University Press. 2014. ISBN 9781107676657.
- Orwell, G. . Horizon. 1946, 13 (76): 252–265.
- Stevenson, Charles.  (PDF). Mind. 1937, 46: 14–31  [2020-07-15]. doi:10.1093/mind/XLVI.181.14. （原始内容 (PDF)存档于2016-05-23）.
- Stevenson, Charles. . Mind. 1938, 47 (187): 331–350. doi:10.1093/mind/xlvii.187.331.
- Stevenson, Charles. . Connecticut: Yale University Press. 1944. LCCN a45001043. OCLC 5184534.
- Walton, Douglas; Macagno, Fabrizio. . Journal of Politics and Law. 2015, 8 (1): 137–148. doi:10.5539/jpl.v8n1p137 .